# Axis: Bold as Love
Axis Bold as Love er det andet album udgivet af The Jimi Hendrix Experience. Albummet blev udgivet i december 1967 i Storbritannien og i januar 1968 i USA. Det melankolske pop-rock nummer Little wing er indspillet i mange coverversioner, bl.a. af Sting.

## Trackliste
Side 1
1. EXP.
2. Up from the skies.
3. Spanish carstle magic.
4. Wait until tomorrow.
5. Aint no telling.
6. Little wing.
7. If six was nine.

Side 2
1. You`ve got me floating.
2. Castles made of sand.
3. She`s so fine.
4. One rainy wish.
5. Litle miss lover.
6. Bold as love.